# Brevitrichia
Brevitrichia är ett släkte av tvåvingar. Brevitrichia ingår i familjen fönsterflugor.

## Dottertaxa tillBrevitrichia, i alfabetisk ordning[1]
- Brevitrichia addacifrons
- Brevitrichia albanota
- Brevitrichia arena
- Brevitrichia argentaurba
- Brevitrichia aspinosa
- Brevitrichia badiclitella
- Brevitrichia beameri
- Brevitrichia boharti
- Brevitrichia castanea
- Brevitrichia coquilletti
- Brevitrichia daileyi
- Brevitrichia davisi
- Brevitrichia dicksoni
- Brevitrichia downeyi
- Brevitrichia flocki
- Brevitrichia forficicruxa
- Brevitrichia granti
- Brevitrichia griffini
- Brevitrichia halli
- Brevitrichia helenae
- Brevitrichia hodgdeni
- Brevitrichia inferacanna
- Brevitrichia insulana
- Brevitrichia irwini
- Brevitrichia kerni
- Brevitrichia melanderi
- Brevitrichia minuta
- Brevitrichia miraloma
- Brevitrichia nayariti
- Brevitrichia nevada
- Brevitrichia oculivirida
- Brevitrichia ordwayi
- Brevitrichia palida
- Brevitrichia palmacana
- Brevitrichia piscifonta
- Brevitrichia powelli
- Brevitrichia salvadorensis
- Brevitrichia schlingeri
- Brevitrichia scitulaesca
- Brevitrichia septispina
- Brevitrichia timberlakei
- Brevitrichia tomichi
- Brevitrichia wilcoxi
- Brevitrichia yucatani